# Talak (Niger)
Talak – pustynna niecka w południowej części Sahary, w Nigrze.
Leży na zachód od wyżyny Aïr, na wysokości 350–500 m n.p.m. Jej powierzchnia jest pocięta wieloma dolinami (wadi) biorącymi początek w Airze i Ahaggarze. Jest pustynią piaszczystą, w środkowej części występują okresowe zabagnienia i nieco bujniejsza roślinność. Na gospodarkę składa się koczownicze pasterstwo wielbłądów, kóz i owiec. W pobliżu Arlit na wschodnie znajdują się złoża rud uranu.